# Tuc Blanc deth Portilhon
El Tuc Blanc deth Portilhon és una muntanya de 2.646 metres d'altitud situada al nord de la vall d’Aran, al municipi de Naut Aran, al terme de Canejan. Es un cim de forma piramidal amb tres arestes principals que convergeixen en un vèrtex agut, formant tres crestes que defineixen cares triangulars, i forma part de la carena de muntanyes que conforma la frontera entre Catalunya i l’Arieja. El vessant sud del tuc està situada sobre la zona lacustre de la capçalera de la vall de Toran, dintre de l'Espai d'interès natural de Sant Joan de Toran, mentre que el vessant nord forma part del Parc Natural Regional dels Pirineus Ariejans.